# Rueyres (Lot)
Rueyres ist eine französische Gemeinde mit 195 Einwohnern (Stand 1. Januar 2022) im Département Lot in der Region Okzitanien. Sie gehört zum Kanton Lacapelle-Marival und zum Arrondissement Figeac.
Nachbargemeinden sind Aynac im Norden, Anglars im Osten, Rudelle im Südosten, Théminettes im Süden und Thémines im Westen.

## Bevölkerungsentwicklung

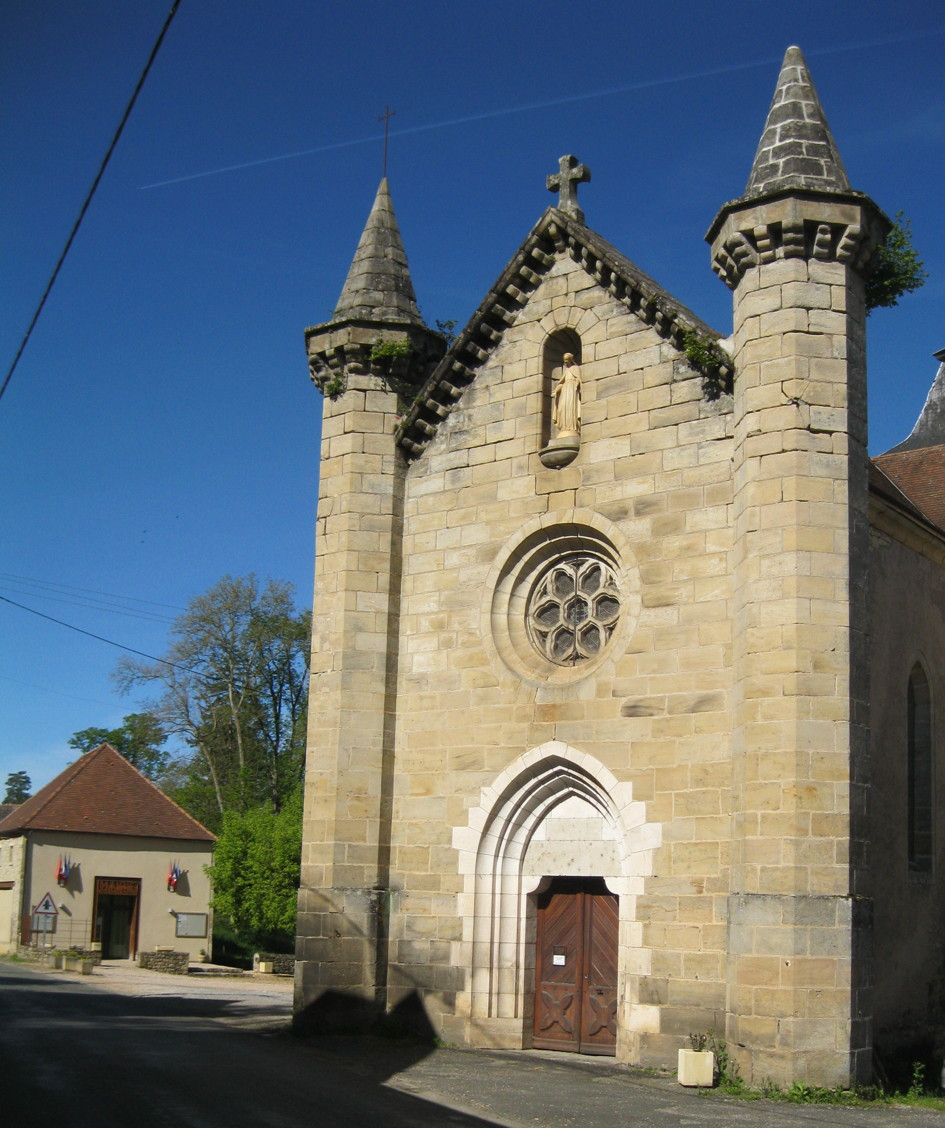
Kirche

| Jahr      | 1962 | 1968 | 1975 | 1982 | 1990 | 1999 | 2008 | 2018 |
| --------- | ---- | ---- | ---- | ---- | ---- | ---- | ---- | ---- |
| Einwohner | 252  | 268  | 226  | 224  | 194  | 196  | 236  | 195  |

## Persönlichkeiten
- Pierre-Marie-Joseph Darcimoles (1802–1857), römisch-katholischer Geistlicher und Erzbischof